# José Luis Maluenda
José Luis Maluenda Benedí (Calatayud, Zaragoza, España, 4 de abril de 1977) es un jugador de baloncesto español, que ocupa la posición de escolta.

## Biografía
Multitud de lesiones en las rodillas le impidieron tener una carrera que se preveía iba a ser exitosa cuando debutó con Amway ZARAGOZA. Como anécdota tiene el debut como profesional más corto de la historia. Alfred Julbe, le hizo debutar en ACB contra Caceres, pero solo salió a pista 0,6 segundos. En ese partido no volvió a jugar. En ACB empezó a despuntar en Pamesa Valencia, donde ganó una Copa Del Rey y jugó una Final de Copa Saporta contra Benneton en Zaragoza. Era un jugador eléctrico, con un gran tiro y un buen salto. Tentado por el Madrid, llegó a tener la cláusula de rescisión más alta de la ACB. También jugó en Fuenlabrada, Alicante y Bilbao, todos ACB. Terminado su etapa profesional en Calpe de liga LEB. Después fundó Baloncesto Calatayud, donde jugó sus últimos partidos.

## Trayectoria deportiva
- C.B. Zaragoza. Categorías inferiores.
- 1994-95 Amway Zaragoza Juvenil.
- 1994-95 EBA. CB Zaragoza.
- 1995-96 EBA. Pinturas Lepanto Monzón
- 1995-96 ACB. CB Zaragoza.
- 1996-02 ACB. Pamesa Valencia.
- 2002-03 ACB. CB Fuenlabrada. Cedido tras lesión por Pamesa Valencia.
- 2003-04 LEB. Bilbao Basket.
- 2004-05 ACB. Bilbao Basket.
- 2005-06 LEB. CB Calpe.
- 2005-06 EBA. CB Monzón.
- 2007-08 EBA. Cimaga Torrelodones.
- 2008-09 Segunda División de Aragón. A.D.Malonda-Maluenda.
- 2009-12 Primera Nacional de Aragón. Baloncesto Calatayud.

## Palmarés
- 1997-98 Copa del Rey. Pamesa Valencia. Campeón.